# Чернышёв, Егор Алексеевич
Егор Алексеевич Чернышев (род. 10 июля 1998, Иркутск, Россия) — российский футболист, полузащитник, нападающий.

## Карьера
Футболом занимался в спортшколе барнаульского «Динамо», после чего отправился в систему «Байкала». На профессиональном уровне дебютировал в составе клуба «Сибирь-2» в 2015 году. В 2016—2019 годах защищал цвета иркутского «Зенита». В 2019 году перешёл в «Носту». В сентябре 2020 года отправился на просмотр в белорусскую «Белшину». По его итогам вместе со своим соотечественником Евгением Бутаковым и Станиславом Сазановичем подписал контракт с клубом. В местной Премьер-лиге провёл единственный матч 28 ноября против «Руха» (3:7), заменив после перерыва Владислава Солановича. Завершил карьеру в 2022 году в керченском «Океане».

## Достижения
- Бронзовый призёр зоны «Восток» Второй лиги: 2018/19